# Història del piragüisme a Catalunya
Breu història del piragüisme a Catalunya.

## Història

### L'arribada del piragüisme

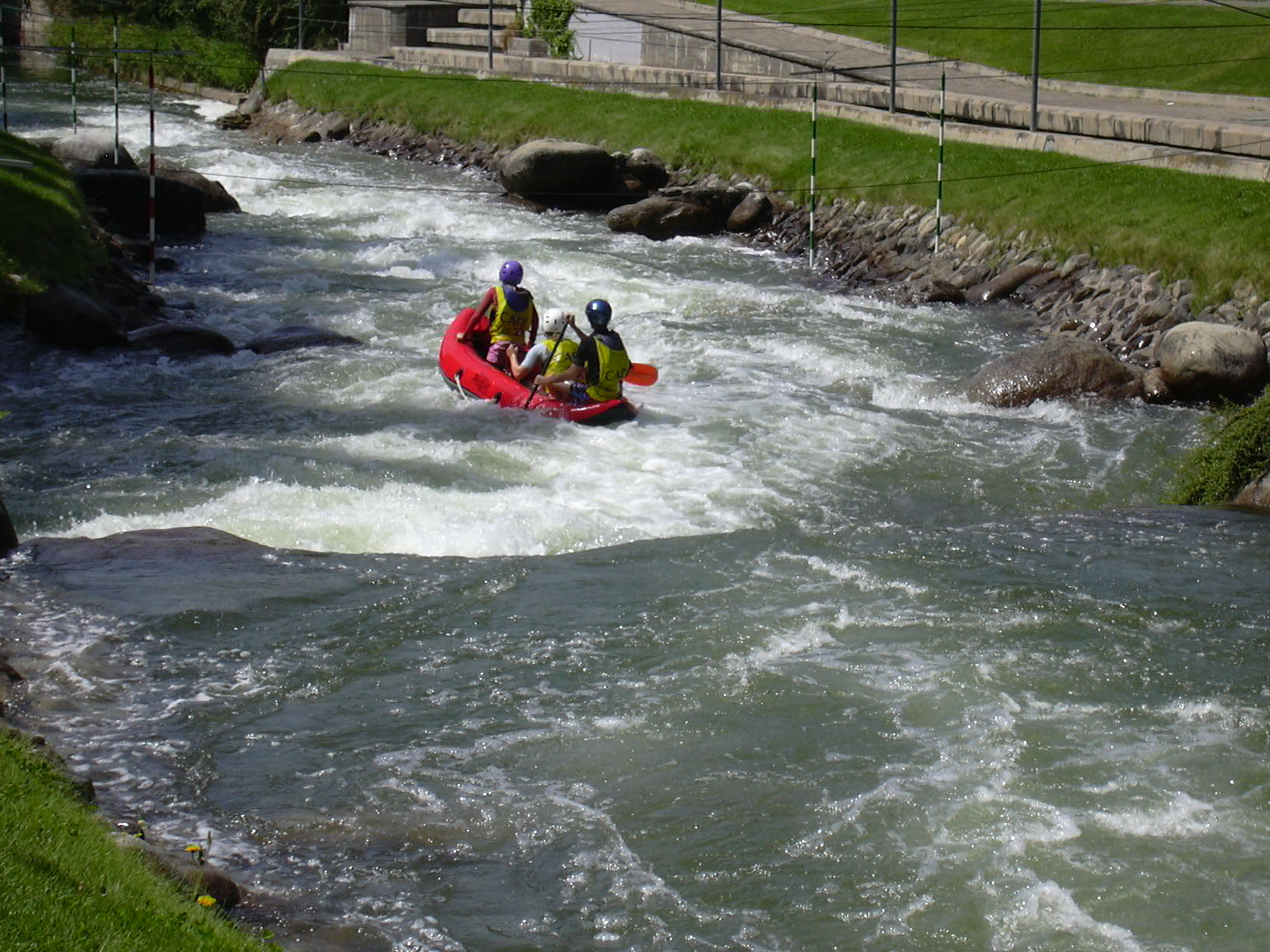
Piragüisme a la Seu d'Urgell

El piragüisme fou introduït a Catalunya la primera meitat del segle xx, a través d'agrupacions excursionistes vinculades a l'exploració (com l'Agrupació Excursionista Catalunya, pionera a promocionar aquesta activitat a Barcelona) i per aficionats a l'aventura i a la natura, així com pels diversos clubs nàutics i de natació existents al país. Moltes d'aquestes entitats crearen seccions de piragüisme i es dedicaven a fer travessies pel riu Ebre i el litoral català. Durant aquests anys el piragüisme formava part de la Federació de Rem, i no fou fins meitat dels anys 1950 que aquest esport s'independitzà oficialment.
El primer club específic de piragüisme que es té constància fou el Kayak Club de Catalunya, a Barcelona, al voltant de 1934. Un any més tard s'encarregà d'organitzar els primers campionats de Catalunya de caiac. L'any 1936 es creà el Nautilus Club de Lleida.

### El piragüisme dins la delegació de Lleida

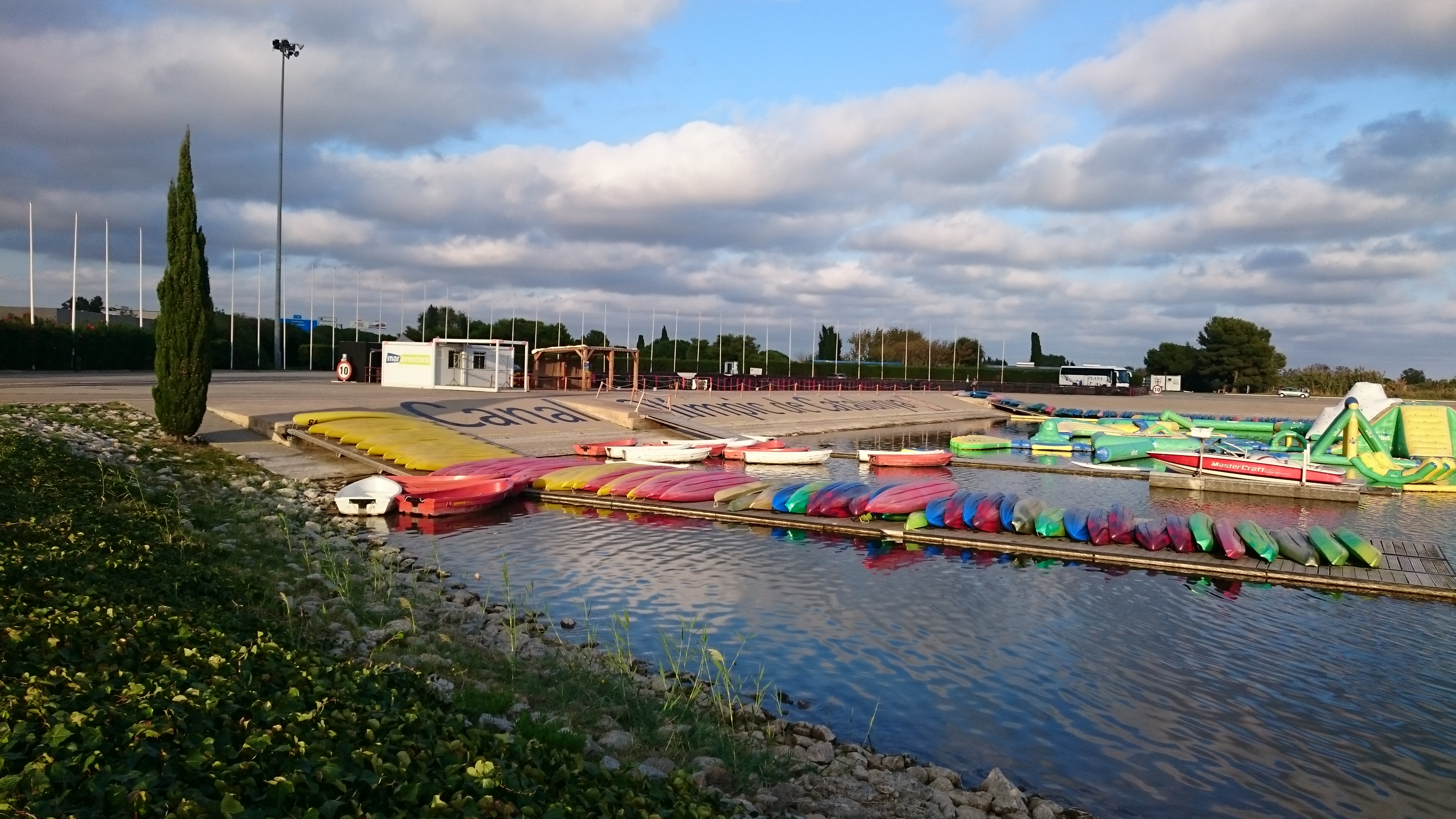
Canal Olímpic de Catalunya

L'esclat de la Guerra Civil frenà el desenvolupament del piragüisme a Catalunya, i no fou fins al 1954 que l'esport torna a reeixir amb la creació de la delegació territorial de piragüisme a Lleida, que fou un antecedent de la futura Federació Catalana de Piragüisme (1984).
Aquests anys, Lleida i localitats pròximes banyades pel riu Segre destaquen com a centres impulsors del piragüisme, amb clubs com el Sícoris Club o el CE Huracans. Altres clubs destacats són l'AP de Balaguer, el Club Natació Lleida, el Club Nàutic Mig Segre de Ponts i el Club Nàutic Sant Antoni de Tremp, situat al pantà de Sant Antoni.
L'any 1959 es creà la secció de piragüisme del CN Banyoles, que utilitza l'estany de Banyoles com a camp d'entrenament. Els anys 1959, 1968 i 1999 s'hi van celebrar els Campionats d'Espanya i el 2010 el Campionat del Món de marató.
Aquests anys destacà el lleidatà Joaquim Larroya, que fou el primer piragüista de l'estat espanyol que participà en uns Jocs Olímpics (Roma, 1960) i es va proclamar campió d'Espanya set anys consecutius (1961-67).

### Les aigües braves

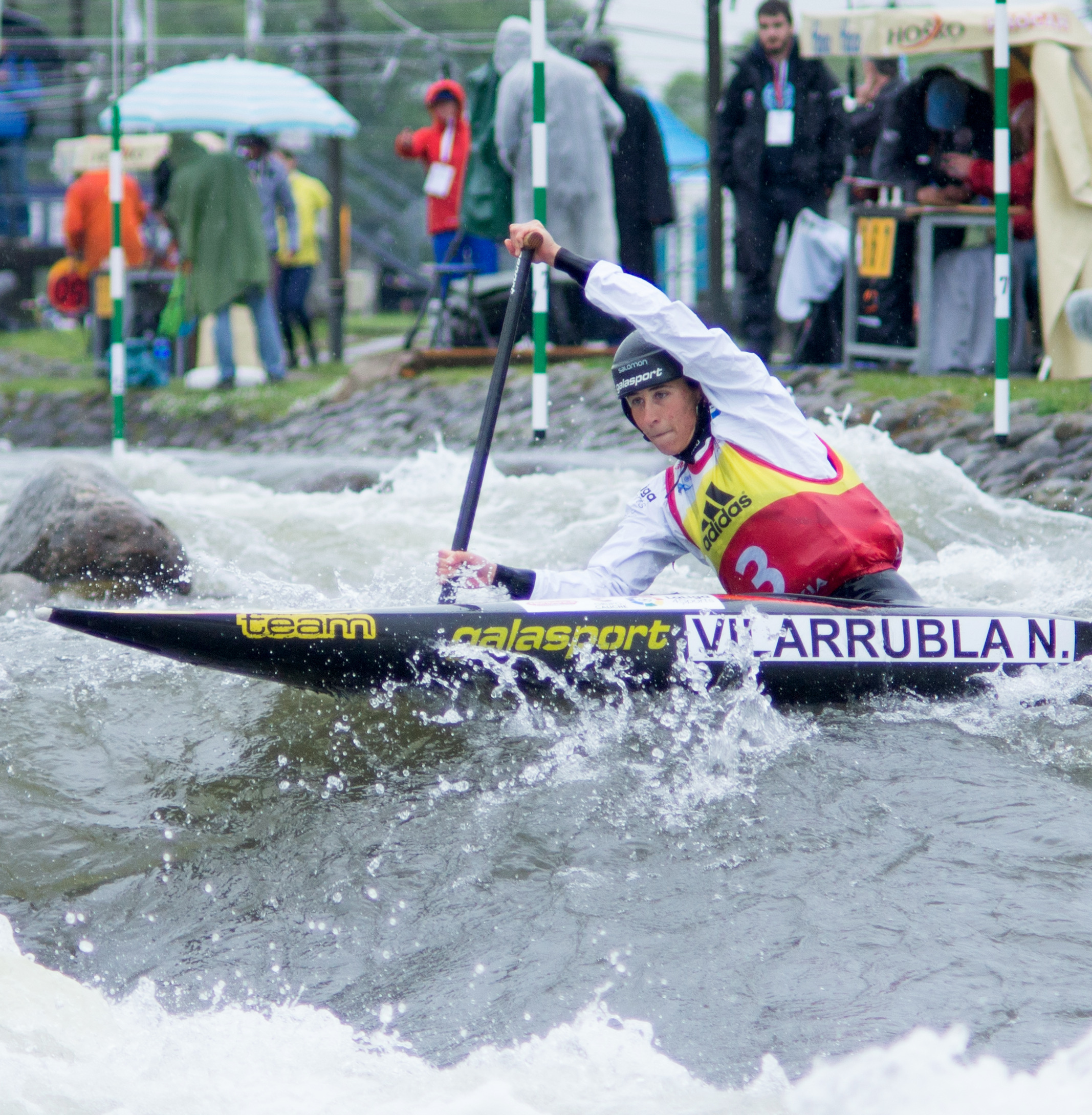
Núria Vilarrubla

El 1964 es creà a Sort el Ral·li Internacional de la Noguera Pallaresa, per iniciativa de Sr. Josep Biosca, primer esdeveniment de piragüisme en aigües braves a l'Estat espanyol.
Tant la zona del Pallars com la de l'Alt Urgell són els centres que vertebren la pràctica del piragüisme d'aigües braves. A la Noguera Pallaresa s'han disputat dos Campionats del Món de descens (1988, 2010) i dos d'estil lliure (2001,19), el Campionat d'Europa de freestyle (2004) i nombroses proves de la Copa de Món de descens.
A les valls dels rius Valira i Segre, amb la Seu d'Urgell com a centre, s'hi organitzà el 1972 la Setmana Internacional de Canoe-Kayac i, posteriorment, s'hi disputaren dues Copes d'Europa (1980, 1986) i el Campionat del Món Júnior (1988) d'eslàlom. Amb motiu de la celebració dels Jocs Olímpics de 1992 s'hi construí el Parc Olímpic del Segre, que també acollí els Campionats del Món d'eslàlom (1999, 2009) i nombroses proves de la Copa del Món de l'especialitat.
Els principals clubs de les aigües braves pirinenques són l'Associació Esportiva Pallars (antic Club Piragüista Vilamfror) de Sort i el Club Cadí Canoë-Kayac de la Seu d'Urgell.

### Creació de la Federació Catalana

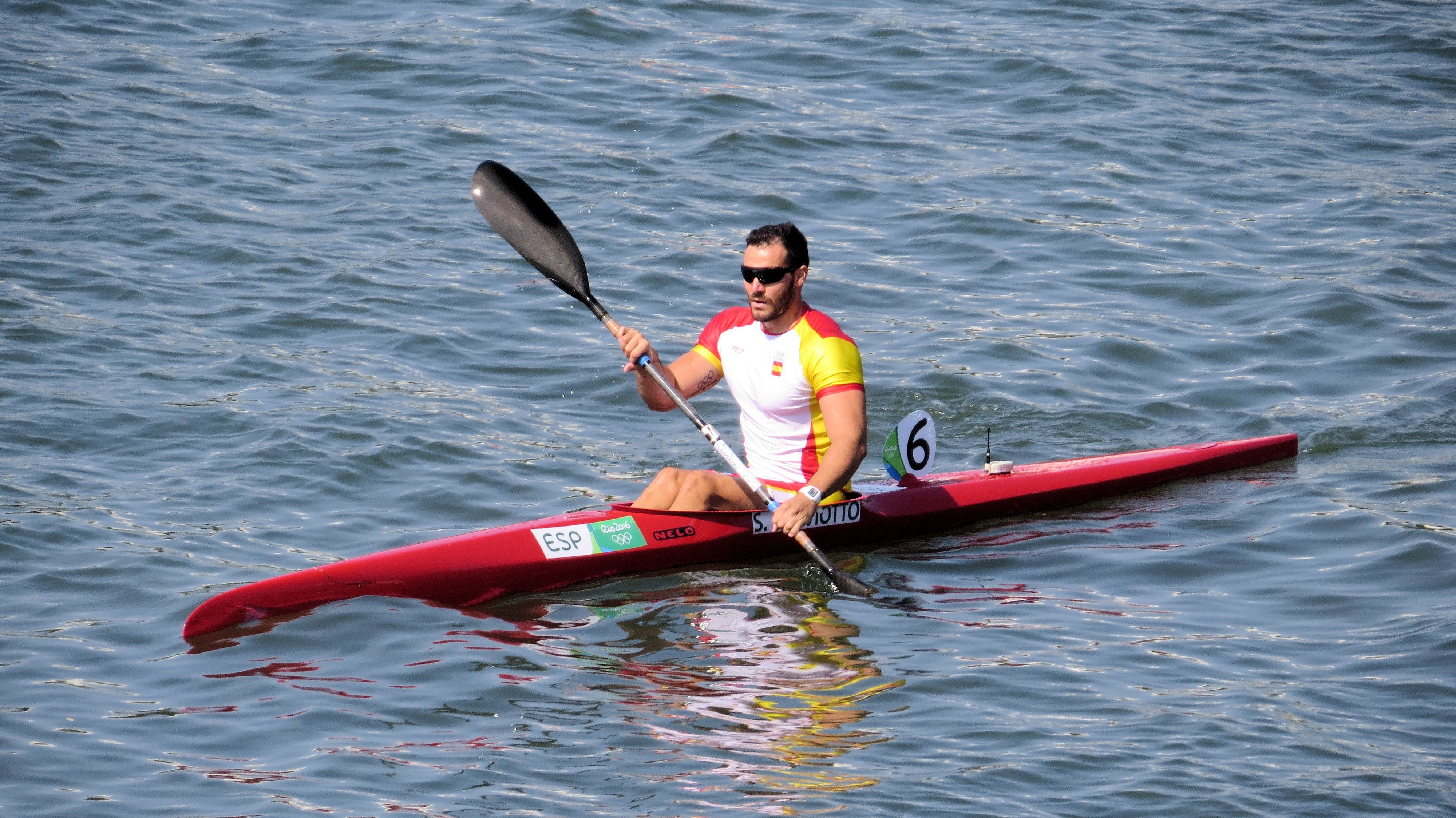
Saúl Cravioto

La Federació Catalana de Piragüisme no es va crear fins al 1981 sota la presidència de Josep Maria March i no va quedar constituïda oficialment amb les quatre federacions provincials fins al 1984.
Les proves d'aigües tranquil·les dels Jocs Olímpics de Barcelona 1992 es disputaren al Canal Olímpic de Catalunya, situat a Castelldefels.
Alguns clubs que practiquen el piragüisme en aigües tranquil·les són l'Associació Esportiva Xino-Xano (1996), de Deltebre, el CP de Salt-Ter (1996), el CP Castelldefels (1989) i el Caiac Baix Llobregat (2004). Pel que fa al caiac de mar els principals clubs són el Centre Excursionista de Lloret,el Pagaia Club Cap Creus de Llançà), el Club Nàutic Bétulo, el Club Nàutic Garraf, el Roi Roc Club de Vilanova i la Geltrú i el CP Costa Daurada (1998).
El palista català més destacat dels darrers anys és Saúl Craviotto, guanyador de quatre medalles olímpiques, dues d'or.

## Palistes destacats
| Dècada de 1960 - Quimet Larroya - Josep Marí Colom Dècada de 1970 - José María Esteban - Carme Adell | Dècada de 1990 - Pere Guerrero - Marc Vicente - Toni Herreros Dècada de 2000 - Damià Vindel - Carles Juanmartí - Jordi Sangrà | Dècada de 2010 - Saúl Craviotto - Núria Vilarrubla - Daniel Marzo - Meritxell Rodríguez - Carla Solé |